# Sicco Mansholt
Sicco Leendert Mansholt (13. září 1908, Ulrum – 29. června 1995, Wapserveen) byl nizozemský politik sociálnědemokratické orientace, člen Strany práce (od 1946, její předchůdkyně od 1937). Mezi 22. březnem 1972 a 5. lednem 1973 byl předsedou Evropské komise. Za jeho předsednictví byl vymyšlen Evropský měnový systém (funkční od 1979) a Británie byla přijata do Evropského hospodářského společenství (EU). Dlouhá léta (1958–1972) byl předtím prvním místopředsedou Evropské komise a souběžně eurokomisařem pro zemědělství. Byl jedním z otců Společné zemědělské politiky EU. V letech 1945–1958 byl nizozemským ministrem zemědělství, byl členem šesti vládních kabinetů. Jeho reformní evropské plány se staly předmětem kritiky ve známé knize Ernsta Friedricha Schumachera Malé je milé. V mládí pracoval na plantážích na Jávě, vrátil se z kolonií jako odpůrce kolonialismu. Za druhé světové války byl členem odboje, řídil síť osob, která dodávala jídlo skrývajícím se odbojářům.